# Luci Eli Làmia Emilià
Luci Eli Làmia Emilià (en llatí Lucius Aelius Lamia Aemilianus) va ser un magistrat romà. Com es veu pel seu cognomen (Aemilianus), era originàriament membre de la gens Emília i va ser adoptat per algun membre de la branca dels Làmia de la gens Èlia. El seu nom original era Luci Eli Plauci Làmia.
L'any 80 va ser cònsol sufecte durant el regnat de Titus. Es va casar amb Domícia Longina, la filla de Corbuló. En temps de Vespasià la seva dona li va ser arrabassada per Domicià que primer va viure amb ella com amant i després s'hi va casar. Quan Domicià va pujar al tron Làmia Emilià va ser condemnat a mort.